# Le Chypre de Coty
Le Chypre de Coty est un parfum créé par François Coty et sorti en France en 1917. C’est un parfum très structuré, œuvre fondatrice, archétype et matrice, à l’origine de la longue lignée de la famille olfactive moderne des Chypres.

## Historique
Le chypre est utilisé en parfumerie depuis l’Antiquité. Au Moyen Âge, il est utilisé en Italie pour les oiselets de chypre et dans les créations du XVIIIe siècle en France, parfois sous le nom de poudre de chypre. Ce n’est qu’au XIXe siècle que, quelques ébauches de formalisation se dessinent, toutefois les contours de ce qui est entendu par la fragrance « chypre » demeurent encore assez flous. Le Chypre de Paris de Guerlain  est lancé en 1909, Chypre d'Orsay en 1912. Les chypres connaîtront autant de variations que de lancements au fil du temps et, ce, jusqu’en 1917, aux heures les plus sombres de la Première Guerre mondiale, « alors que le conflit s'enlise et que l'espoir d'une guerre courte ne constitue plus qu'une chimère », quand le domaine de l'onirique devient le dernier refuge de la population, lorsque François Coty crée en France, à contre courant de ce qui se faisait, Le Chypre de Coty qui offre un accord inédit, dans un parfum moderne, architecturé, avec des effets de matière,,,.
François Coty redéfinit alors le genre du chypre devenant ainsi à la fois héritier et précurseur. 
Le nom de ce parfum  Le Chypre de Coty reste approprié car il établit la norme pour un nouveau type de parfum, et une nouvelle lignée olfactive.

## Composition et notes
En 1917, inspiré par la nostalgie des forêts méditerranéennes de son enfance, ce que François Coty recherche est selon ses propres mots « Un parfum de mousse ambrée émanant à certaines heures des bois et des forêts ». Le Chypre de Coty est un accord exceptionnel de mousse de chêne, allié à un habile surdosage de jasmin, couvrant les notes terreuses de la mousse de chêne.
Les notes de tête de bergamote, citron, néroli et orange sont suivies des notes de cœur de rose et jasmin sur des notes de fond de mousse de chêne, patchouli, labdanum, storax, civette et musc. 
« Dans cet accord, l’habituelle bergamote est juxtaposée à des notes sombres qu’un cœur floral (rose et jasmin) alimente pour l’épaisseur et la brillance. D'autres notes, animal, patchouli et mousse de chêne servent alors de support souple et résistant, la perception de l’ensemble est adoucie par des motifs ambrés pour le moelleux. ». « La force de cette structure : laisser apparaître la vision globale d’un motif tout en l’assombrissant un peu, créant une sensation de mystère, qui, sans pour autant dominer le sujet, le rend simplement plus séduisant et intrigant », écrit Thomas Dominguès.
Ainsi l’opposition d’un clair-obscur entre des débuts lumineux, frais et aériens et un final à l’ombre des sous-bois deviendra alors la norme,,.

## Flacon
Le flacon original est créé par Lalique en cristal moulé de forme simple avec un bouchon émerisé orné de pointes de diamant, une ligne de produits parfumés associés est déclinée, en eau de toilette, lotions et poudres,
.

## Postérité
Le succès du Chypre de Coty est instantané, gagne le grand public et influence la plupart de ses contemporains. Ainsi François Coty ouvre t-il la voie à ses concurrents dont Jacques Guerlain qui sort en 1919, Mitsouko. Dans les années 1930, la lignée se poursuit avec Shocking d’Elsa Schiaparelli, Bandit de Robert Piguet (1944), Miss Dior (1947) et, entre 1960 et 1970, Calèche d’
Hermès, Y d’Yves Saint Laurent, Aromatics Elixir de Clinique et jusqu'à Cristalle de Chanel (1974) et Parfum de Peau de Montana (1986),, .
Mais c'est Le Chypre de Coty qui est le classique et il est généralement considéré comme l'un des plus grands parfums de François Coty. Chef-d'œuvre d'harmonie et d'abstraction, son élégance parfois considérée comme spartiate, anguleuse, ou cérébrale conjugue le sublime à l'énigmatique, ses proportions, réunissant d’un seul tenant les quatre grandes familles : les floraux, les bois, les orientaux et les hespéridés.

## Conservation
La formule du Chypre de Coty n’est plus commercialisée depuis les années 1950, mais le parfum considéré comme un chef-d'œuvre de l'art de la parfumerie, appartient aux collections de l'Osmothèque, conservatoire des parfums.